# Liste der Monuments historiques in Planrupt
Die Liste der Monuments historiques in Planrupt führt die Monuments historiques in der französischen Gemeinde Planrupt auf.

## Liste der Immobilien
| Bezeichnung                | Beschreibung                               | Standort               | Kennzeichnung | Schutzstatus | Datum | Bild           |
| -------------------------- | ------------------------------------------ | ---------------------- | ------------- | ------------ | ----- | -------------- |
| Kirche St-Simon-et-St-Jude | ab der zweiten Hälfte des 12. Jahrhunderts | Rue de l’Église (Lage) | PA52000039    | Inscrit      | 2016  | weitere Bilder |

## Liste der Objekte
| Bezeichnung                 | Beschreibung                                    | Standort                                 | Kennzeichnung | Schutzstatus | Datum | Bild |
| --------------------------- | ----------------------------------------------- | ---------------------------------------- | ------------- | ------------ | ----- | ---- |
| Gemälde Anbetung der Könige | Ölfarbe auf Leinwand, Ende des 16. Jahrhunderts | in der Kirche St-Simon-et-St-Jude (Lage) | PM52000998    | Classé       | 1977  |      |